# Galaxia espiral M96
Messier 96 (también conocido como NGC 3368) es una galaxia espiral barrada a 34 millones de años luz en la constelación Leo. Fue descubierta por Pierre Méchain en 1781.
Es el miembro más brillante del Grupo de galaxias M96 e incluye también las galaxias M95, NGC 3384 y a M105, así como a un numeroso grupo de galaxias más tenues.
Al igual que otras galaxias espirales barradas, M96 cuenta también con una barra interior a la principal y más pequeña que ésta, así como un disco interior de estrellas y existe cierta cantidad de hidrógeno molecular en su región central. Cuenta también con un pseudobulbo y un agujero negro supermasivo en su centro de 7,5 millones de masas solares
El 9 de mayo de 1998 se descubrió una brillante supernova, SN 1998bu, de magnitud decimotercera, que aumentó rápidamente su brillo hasta 11,8.